# اللجنة التنظيمية النووية
اللجنة التنظيمية النووية أو لجنة المراقبة النووية (بالإنجليزية: Nuclear Regulatory Commission) (تُختصَر إلى لتن أو إلى NRC) هي وكالة مستقلة عن حكومة الولايات المتحدة، أُنشِئَت بمُوجب قانون إعادة تنظيم الطاقة لعام 1974، وبدأت عملياتها في 19 كانون الآخر (يناير) 1975. باعتبارها إحدى الوكالتين التي تخلف هيئة الطاقة الذرية الأمريكية، دور اللجنة التنظيمية النووية هو حماية الصحة العامة والسلامة المتعلقة بالطاقة النووية. وهي تشرف على سلامة المفاعلات وأمنها، وكذلك تُشرِف على ترخيص وتجديد المفاعلات والمواد المشعة، وسلامة النويدات المشعة، وإدارة الوقود المستنفد بما في ذلك التخزين والأمن وإعادة التدوير، والتخلص منها.

## تاريخيًا
قبل عام 1975، كانت هيئة الطاقة الذرية الأمريكية مسؤولة عن المواضيع المتعلقة بالنويدات المشعة. جرى حل هيئة الطاقة الذرية نظرًا إلى محاباتها غير المسوغة للقطاع الذي كُلفت بتنظيمه. شُكّلت اللجنة التنظيمية النووية كلجنة مستقلة لمراقبة مسائل الطاقة النووية، والإشراف على الطب النووي، والأمن والسلامة النووية.
تحولت هيئة الطاقة الذرية الأمريكية لتصبح إدارة بحوث الطاقة والتنمية في عام 1975، وأصبحت مسؤولة عن تطوير الأسلحة النووية ومراقبتها. قُسِّمت البحوث المتعلقة بالاستخدامات المدنية للمواد المشعة وتعزيزها، مثل التجارب النووية غير المدمرة، والطب النووي، والطاقة النووية، إلى مكتب الطاقة والعلم والتكنولوجيا النووية في إطار إدارة بحوث الطاقة والتنمية بموجب نفس القانون. في عام 1977، تحولت الإدارة لتصبح وزارة الطاقة الأمريكية. في عام 2000، أُنشئت الإدارة الوطنية للأمن النووي لتكون فرعًا من وزارة الدفاع، ومسؤولة عن الأسلحة النووية.

بعد 12 عامًا من عمليات اللجنة التنظيمية النووية، خلص تقرير الكونغرس لعام 1987 بعنوان «تقارب اللجنة التنظيمية النووية من الصناعة» إلى أن اللجنة التنظيمية النووية «لم تحتفظ بوضع تنظيمي بمقدار طول ذراع مع صناعة الطاقة النووية التجارية ... [و] في بعض المجالات الحاسمة، تنازلت عن دورها بصفتها جهة تنظيمية تمامًا». واستشهد بثلاثة أمثلة:
وجد تقرير صادر عن الكونغرس في عام 1986 أن موظفي اللجنة التنظيمية النووية قدموا مساعدة تقنية قيمة للإدارة الساعية للحصول على ترخيص تشغيل محطة سيبروك المثيرة للجدل. في أواخر ثمانينيات القرن العشرين، «وضعت اللجنة التنظيمية النووية سياسة تتمثل بعدم الإنفاذ من خلال تأكيد سلطتها التقديرية لعدم إنفاذ شروط الترخيص، وبين سبتمبر 1989 و1994، تنازلت اللجنة التنظيمية أو اختارت عدم تطبيق الأنظمة في مفاعلات الطاقة النووية أكثر من 340 مرة». في نهاية المطاف، يتهم النقاد اللجنة التنظيمية النووية بالتنازل عن جوانب مهمة من السلطة التنظيمية لمؤسسة عمليات الطاقة النووية التابعة للقطاع، وهي منظمة شكلتها المرافق تجاوبًا مع حادث جزيرة الثلاثة أميال».
فُسِّرت مصادر العمليات والسياسات الخاصة باللجنة التنظيمية النووية وتطورها ضمن خمسة مجلدات سابقة نشرتها دار نشر جامعة كاليفورنيا، وهي:
- التحكم في الذرة: بدايات الأنظمة النووية 1946-1962 (1984).
- احتواء الذرة: الأنظمة النووية في بيئة متغيرة، 1963-1971 (1992).
- الجرعة المُباحة: تاريخ الوقاية من الإشعاع في القرن العشرين (2000).
- جزيرة الثلاثة أميال: أزمة نووية من منظور تاريخي (2004).
- الطريق إلى جبل يوكا: تطوير سياسة المخلفات الإشعاعية في الولايات المتحدة (2009).

أصدرت اللجنة التنظيمية النووية كتيبًا بعنوان «تاريخ قصير من الأنظمة النووية 1946-2009»، تستعرض فيه أبرز القضايا في تاريخ اللجنة التنظيمية النووية. ألّف توماس ويلوك -وهو أكاديمي سابق ومؤرخ اللجنة التنظيمية النووية- قبل الانضمام إلى اللجنة كتاب الجماهير الناقدة: معارضة الطاقة النووية في كاليفورنيا، 1958-1978.

## مهام اللجنة وأعضاؤها
تتمثل مهمة اللجنة التنظيمية النووية بتنظيم الاستخدام المدني للمنتجات الثانوية والمصادر والمواد النووية الخاصة لضمان توفير الحماية الوافية للصحة والسلامة العامة، وتعزيز الدفاع والأمن المشترك، وحماية البيئة. تشتمل المهمة التنظيمية للجنة التنظيمية النووية على ثلاثة جوانب رئيسية:
- المفاعلات: المفاعلات التجارية المستخدمة في توليد الطاقة الكهربائية ومفاعلات البحث والاختبار المستخدمة في البحث والاختبار والتدريب.
- المواد: استخدام المواد النووية في الأُطر الطبية والصناعية والأكاديمية والمنشآت المنتجة للوقود النووي.
- النفايات: نقل المواد والمخلفات النووية وتخزينها والتخلص منها وإيقاف تشغيل المنشآت النووية عن العمل.

يترأس خمسة مفوضين من اللجنة التنظيمية النووية ويعينهم رئيس الولايات المتحدة، ويقر مجلس الشيوخ بالولايات المتحدة تعيينهم مدة خمس سنوات. يعين الرئيس أحد المفوضين ليكون رئيسًا للجنة ومتحدثًا رسميًا باسمها.
تترأس كريستين سفينيكي اللجنة حاليًا. إذ عين الرئيس دونالد ترامب سفينيكي رئيسًا للجنة التنظيمية النووية اعتبارًا من 23 يناير 2017.